# Viroflay
Viroflay is een gemeente in het Franse departement Yvelines (regio Île-de-France) en telt 15.211 inwoners (1999). De plaats maakt deel uit van het arrondissement Versailles.

## Geografie
De oppervlakte van Viroflay bedraagt 3,5 km², de bevolkingsdichtheid is 4346,0 inwoners per km².
De onderstaande kaart toont de ligging van Viroflay met de belangrijkste infrastructuur en aangrenzende gemeenten.

## Demografie
Onderstaande figuur toont het verloop van het inwonertal (bron: INSEE-tellingen).